# 고대산 (경기/강원)
고대산(高臺山)은 대한민국 경기도 연천군과 강원특별자치도 철원군의 경계에 있는 높이 832m의 산이다. 이곳 고대산 평화체험특구 내에 있는 체육시설 용지에, 2014년까지 연천군과 연천 베이스볼파크 컨소시엄이 전용야구장을 건립할 예정이다.

## 고대산주변
- 고대산상회
- 신탄식당
- 고대산산촌생태마을
- 고대산통나무집
- 고대산웰빙샵
- 고대산건강원
- 우렁이랑&장어랑
- 불끈송어.불끈장어
- 스마일찹쌀꽈배기
- 통일식당
- 금수강산
- 고대산캠핑리조트.베이스볼파크
- 고대산자연휴양림
- 강변오리
- 약수오리
- 시골식당
- 뚝배기보신탕
- 신탄더덕오리
- 3000냥
- 성신사
- 진흥슈퍼
- 경일슈퍼
- 평화슈퍼
- 평양막국수
- 경춘막국수
- 고대산가든
- 방실식당
- 신탄리국수
- 쉬리모텔
- 금강산가는길목
- 동의건강원

## 같이 보기
- 한국의 산